# Juancho Pérez
Juan Pérez Márquez (Badajoz, 3 de enero de 1974), más conocido como Juancho Pérez, es un jugador español de balonmano. Fue presidente del BM Escubal Badajoz de la División de Honor Plata [DHB] del balonmano español en el que además jugaba en la posición de pivote. Fue internacional con la selección de balonmano de España. Mide 2.03 metros y tiene un peso de 120 kg.
Ha jugado con la selección española tres ediciones de los Juegos Olímpicos: Atlanta 1996, Sídney 2000 y Atenas 2004. Ha participado en numerosos torneos internacionales, entre ellos el campeonato mundial de 2005 de Túnez y el campeonato de Alemania 2007.
En el pasado ejerció como presidente del Pines BM Badajoz y fue concejal de Deportes, Infancia y Juventud del Ayuntamiento de Badajoz. Actualmente ejerce de concejal de IMSS, Mayores, Mujer y Participación Ciudadana en mismo ayuntamiento con el Partido Popular
Al antiguo Pabellón de Entrepuentes de Badajoz se le cambió el nombre por el de  Pabellón «JUANCHO PÉREZ» en honor a este gran deportista pacense.

## Equipos
Clubes:
- Juventud Alcalá (1992 - 1993)
- Ademar León (1993 - 1994)
- FC Barcelona (1994 - 1996)
- BM Valladolid (1996 - 1998)
- Ademar León (1998 - 2002)
- Portland San Antonio (2002 - 2009)
- Club Balonmano Badajoz (2011  -2012)[4]

## Palmarés
- 1 Copa de Europa
- 3 Recopas
- 3 Supercopa de España de Balonmano
- 4 Ligas ASOBAL
- 4 Copas Asobal

### Selección de España
- Medalla de oro en el Campeonatos del Mundo de Túnez de 2005
- Medalla de plata en el Campeonato de Europa de 1996
- Medalla de plata en el Campeonato de Europa de 1998
- Medalla de plata en el Campeonato de Europa de 2006
- Medalla de bronce en el Campeonato de Europa de 2000
- Medalla de bronce en los Juegos Olímpicos de Atlanta 1996
- Medalla de bronce en los Juegos Olímpicos de Sídney 2000

## Premios, reconocimientos y distinciones
- Medalla de Plata de la Real Orden del Mérito Deportivo, otorgada por el Consejo Superior de Deportes (2007)
- Medalla de Oro de la Real Orden del Mérito Deportivo, otorgada por el Consejo Superior de Deportes (2010)